# Regina Renz
Regina Małgorzata Renz (ur. 17 października 1948 w Siemiradzu) – polska historyk, profesor nauk humanistycznych, w latach 2005–2012 rektor Uniwersytetu Jana Kochanowskiego w Kielcach.

## Życiorys
W 1967 ukończyła Liceum Ogólnokształcące w Białobrzegach. W latach 1969–1974 odbyła studia historyczne w Wyższej Szkole Pedagogicznej w Krakowie. Doktoryzowała się w 1981 w Instytucie Historii PAN. Stopień naukowy doktora habilitowanego uzyskała w 1990 na Uniwersytecie im. Adama Mickiewicza w Poznaniu na podstawie rozprawy pt. Społeczności małomiasteczkowe w okresie międzywojennym na obszarze województwa kieleckiego. 24 stycznia 1997 otrzymała tytuł naukowy profesora nauk humanistycznych. Była promotorką ośmiu rozpraw doktorskich.
W 1974 podjęła pracę w Wyższej Szkole Pedagogicznej w Kielcach. Zatrudniona na stanowisku asystenta stażysty, później asystenta, starszego asystenta, adiunkta (od 1982), profesora kontraktowego (od 1992) i profesora (od 1997) w Instytucie Historii. W latach 1990–1996 pełniła funkcję prodziekana Wydziału Humanistycznego, natomiast od 1996 do 2002 prorektora uczelni. W 2002, już po przekształceniu w Akademię Świętokrzyską, została dziekanem Wydziału Humanistycznego. W 2005 wybrano ją na rektora akademii. W trakcie jej dwóch kadencji (do 2012) uczelnia została przekształcona najpierw w Uniwersytet Humanistyczno-Przyrodniczy Jana Kochanowskiego (2008), a następnie w Uniwersytet Jana Kochanowskiego (2011).
Specjalizuje się w historii społeczno-gospodarczej Polski międzywojennej. Została wiceprzewodniczącą Komisji Uprawnień Akademickich w Radzie Głównej Nauki i Szkolnictwa Wyższego. Od 1981 członkini Polskiego Towarzystwa Historycznego i Kieleckiego Towarzystwa Naukowego. Zasiadała w Komitecie Nauk Historycznych Polskiej Akademii Nauk.
Została odznaczona m.in. Złotym i Srebrnym Krzyżem Zasługi oraz Medalem Komisji Edukacji Narodowej. Otrzymała Nagrodę Miasta Kielce (za 2007).

## Wybrane publikacje
- Rzemiosło województwa kieleckiego w okresie międzywojennym. Aspekty społeczne i gospodarcze, Warszawa 1984.
- Życie codzienne w miasteczkach województwa kieleckiego 1918–1939, Kielce 1994.
- Żydzi ostrowieccy: zarys dziejów (współautorzy: Waldemar Brociek, Adam Penkalla), Ostrowiec Świętokrzyski 1996.
- Kobieta w społeczeństwie międzywojennej Kielecczyzny. Dom, praca, aktywność społeczna, Kielce 2008.